# Лудвиг V (Тек)
Лудвиг V (Лутцман) фон Тек (на немски: Ludwig V (Lutzmann) von Teck; * ок. 1285; † между 2 юни 1332 и 18 януари 1334) е херцог на Тек от линията Оберндорф на Некар.

## Произход
Той е син на херцог Херман I фон Тек († 1313/1314) и съпругата му Беатрикс фон Геролдсек († 1302), дъщеря на граф Хайнрих I фон Геролдсек-Велденц († 1296/1298). Брат е на Лудвиг IV († 1352), Херман II († 1319) и Фридрих II († 1342).

## Фамилия
Лудвиг V се жени пр. 22 април 1315 г. за Елизабет фон Фробург († сл. 1327), вдовица на граф Херман IV фон Зулц († ок. 1311/1312), дъщеря на граф Хартман фон Фробург († 1281/1285) и Ита фон Волхузен († сл. 1299). Бракът е бездетен.